# Tipp-Ex
Tipp-Ex és una marca registrada de líquid corrector i d'altres productes relacionats. També va ser el nom d'una empresa alemanya, (Tipp-Ex GmbH & Co KG), que produïa articles de la línia Tipp-Ex. Tipp-Ex és una marca característica de productes de correcció que va ser tan popular que es va convertir en una paraula anglesa.